# Josef Hellmesberger I
Josef Hellmesberger I (3 novembre 1828 - 24 octobre 1893) est un violoniste, chef d'orchestre, compositeur et pédagogue autrichien.

## Biographie
Né à Vienne, il est le fils du musicien et pédagogue Georg Hellmesberger I (1800-1873) qui lui enseigne le violon au Conservatoire de Vienne. Hellmesberger provient d'une famille de musiciens qui comprend son frère Georg Hellmesberger II (1830-1852), ses fils Josef Hellmesberger II (1855-1907) et Ferdinand Hellmesberger (1863-1940).
En 1851, Hellmesberger devient professeur de violon au conservatoire de Vienne, premier violon et chef d'orchestre des concerts de la Gesellschaft der Musikfreunde ainsi que directeur du conservatoire de Vienne. Après la division des deux institutions en 1859, il garde son poste de directeur du conservatoire tandis que Johann Herbeck devient le directeur des concerts. Il fut professeur jusqu'en 1877 mais continua son rôle de directeur jusqu'à sa mort à Vienne en 1893.
En 1860, il devient premier violon de l'Orchestre de l'Opéra de la Cour. Il eut, durant sa vie, différentes positions importantes dans la vie musicale viennoise.
En 1849, Hellmesberger fonde le Quatuor Hellmesberger. Plus tard, son fils Josef Hellmesberger II rejoignit l'ensemble en devenant son second violon. En 1887, il cède son poste de directeur à Josef Hellmesberger II.

## Sources
- (en) Cet article est partiellement ou en totalité issu de l’article de Wikipédia en anglais intitulé « Joseph Hellmesberger, Sr. » (voir la liste des auteurs).